# Лабилна
Лабилна је назив петог студијског албума српске певачице Ане Николић, издат за музичке куће Балкатон и Сити рекордс, 11. маја 2016. године.

## О албуму
Крајем априла, Ана најављује албум пети студијски албум Лабилна који је објављен 12. маја 2016. На албуму се налази осам песама које су аутобиографске. Песму Да те вратим је посветила свом оцу који је преминуо пре осамнаест година, док је песма Лабилна намењена како за геј тако и за стрејт публику. На албуму се налазе два дуета и то са репером Растом, а он је радио и музику и текст за неке песме. Песма Воли ме, воли ме, коју је објавила претходне, 2015. године, се није нашла на албуму.

## Списак песама
На албуму се налазе следеће песме:

## Информације о албуму
Текстови на песмама:
1,4 - Марина Туцаковић и Стефан Ђурић Раста,
2,5 - Стефан Ђурић Раста,
3,6,8 - Марина Туцаковић,
7 - Стефан Ђурић Раста и Антоније Стојиљковић Тони.
Музика на песмама:
1,2,4,5,7,8 - Стефан Ђурић Раста и Слободан Вељковић Цоби
3,6 - Дамир Хандановић.
Аранжмани на песмама:
1,2,3,4,5,6,7,8 - Слободан Вељковић Цоби.